# Черкас, Людвиг Станиславович
Людвиг Станиславович Черкас (09.12.1923, Витебская область — 10.04.2002, Москва) — советский военнослужащий, участник Великой Отечественной войны, Герой Советского Союза, командир пулемётной роты, старший лейтенант.

## Биография
Родился 9 декабря 1923 года в городе Полоцк ныне Витебской области.
В Красной Армии с июня 1941 года. Сражался на Западном, 2-м Украинском и 1-м Белорусском фронтах.
Отличился на территории Польши. 20 января 1945 года его рота прорвалась на северную окраину города Радзеюв.
Указом Президиума Верховного Совета СССР от 27 февраля 1945 года за образцовое выполнение боевых заданий командования на фронте борьбы с немецко-фашистскими захватчиками и проявленные при этом мужество и героизм гвардии старшему лейтенанту Черкасу Людвигу Станиславовичу присвоено звание Героя Советского Союза с вручением ордена Ленина и медали «Золотая Звезда».
С 1959 года в запасе. Жил в Москве. Умер 10 апреля 2002 года. Похоронен на Троекуровском кладбище.
Награждён орденами Ленина, Октябрьской Революции, двумя орденами Отечественной войны 1-й степени, двумя орденами Красной Звезды, медалями.
Интересный факт заключается в том, что Л.С. Черкас, проходивший службу в трёх гвардейских частях, получил знак «Гвардия» трижды, но носил только один знак.
В конце апреля 2003 года на доме № 19 по Волжскому бульвару в Москве в память героя была установлена мемориальная доска.